# Kim Hanszol (tornász)
Kim Hanszol (hangul: 김한솔, RR: Kim Hansol; 1995. december 29.–) dél-koreai szertornász, hazája nemzeti válogatottjának tagja. Részt vett a 2015-ös tornász-világbajnokságon Glasgowban, és a 2016. évi nyári olimpiai játékokon is képviselte Dél-Koreát. Általános iskola első osztályában kezdte a szertornát, édesapja egy általános iskolában a tornászlányok edzője.